# Руанда на Олимпийских играх
Руанда принимала участие в 8 летних Олимпийских играх. Дебютировала на летних Олимпийских играх в Лос-Анджелесе. С тех пор участвовала во всех летних Играх. В зимних Олимпийских играх Руанда никогда не участвовала. Спортсмены этой страны никогда не завоёвывали медалей на Олимпийских играх, однако в 2004 году на летних Паралимпийских играх в Афинах бронзовую медаль в гонках на инвалидных креслах завоевал Жан де Дие Нкундабера.

## См.также
- Список знаменосцев Руанды на Олимпийских играх
- Руанда на Паралимпийских играх
- Руанда на Универсиадах
- Руанда на юношеских Олимпийских играх
- Руанда на Играх Содружества